# Eight-to-Fourteen Modulation
Eight-to-Fourteen Modulation (EFM) is een coderingstechniek voor gegevens en wordt gebruikt door onder meer compact discs (cd's). EFM en diens opvolger EFMPlus (voor dvd's) zijn ontworpen door Kees Schouhamer Immink.

## Taak
De taak van EFM is drieledig:
- hoge informatiedichtheid of lange speelduur;
- grote tolerantie voor plaatanomalieën (onregelmatigheden) zoals krassen, stof en vingerafdrukken;
- goede synchronisatie-eigenschappen.

EFM zorgt voor een goed compromis tussen de drie conflicterende eigenschappen.

## EFMPlus
In de DVD wordt EFMPlus gebruikt. EFMPlus heeft dezelfde eigenschappen als EFM maar heeft een zes procent hogere efficiëntie. De broncode EFMPlus was voor geruime tijd een splijtzwam tussen de twee kampen, Toshiba en Philips/Sony, tijdens de unificatie van het dvd-formaat. Door bemiddeling van Lou Gerstner, IBM President, werd uiteindelijk EFMPlus verkoren boven Toshiba’s broncode, die veel gevoeliger was voor krassen en vingerafdrukken.

## Technische achtergrond
EFM is een voorbeeld van een runlength limited (RLL)-code (niet te verwarren met Run-length encoding die wordt gebruikt bij datacompressie). Een RLL-code wordt gekenmerkt door het feit dat tussen opeenvolgende enen er minimaal d en maximaal k nullen staan. Voor EFM (en EFMPlus) geldt d=2 en k=10. De binaire reeks 0010100 kan dus niet door EFM gegenereerd zijn, omdat voor EFM geldt dat er ten minste twee nullen tussen enen moeten staan. De d en k bepalen welke eisen worden gesteld voor bandbreedte-beperking en synchronisatie.
In EFM worden codewoorden gebruikt die 14 bit lang zijn, zodat er 214 = 16384 verschillende woorden bestaan. Hiervan zijn er 267 woorden die aan de d=2 en k=10 eisen voldoen, hetgeen betekent dat we een 8-bits informatiewoord (byte) uniek kunnen representeren door een 14 bits EFM-woord daar er slechts 28 = 256 nodig zijn. De 14-bits woorden worden aan elkaar geschakeld door 3-bits koppelwoorden, zodat ook op de grenzen van de woorden aan de d en k eisen kan worden voldaan. Om interferentie met servo's in afspeelapparatuur te voorkomen worden de koppelwoorden, indien de d en k eisen dat toelaten, zo gekozen dat de laag-frequent inhoud van het EFM-signaal zo klein mogelijk is.